# Stonington (Illinois)
Stonington est un village du comté de Christian dans l'Illinois, aux États-Unis,. Il est incorporé le 10 décembre 1886.

## Démographie
Lors du recensement de 2010, le village comptait une population de 932 habitants. Elle est estimée, en 2016, à 880 habitants.

## Source de la traduction
- (en) Cet article est partiellement ou en totalité issu de l’article de Wikipédia en anglais intitulé « Stonington, Illinois » (voir la liste des auteurs).